# 稲葉通陽
稲葉 通陽（いなば みちはる、2005年〈平成17年〉10月19日 - ）は、日本の歌手、俳優、タレント。ジュニア内男性アイドルグループ・B&ZAI のメンバー。
神奈川県出身。STARTO ENTERTAINMENT所属。

## 来歴
オーディションを受け、2018年6月23日に13歳でジャニーズ事務所に入所。少年忍者のメンバーとして活動する。同期に深田竜生、長瀬結星、鈴木悠仁、山井飛翔、田村海琉、小田将聖がいる。
2021年10月、「世界大会・世界新体操2021」に向けたスペシャルユニット・フェアリーBOYSに参加し、新体操に挑戦した。
2025年2月16日より、新しく結成されたジュニア内新グループ・B&ZAIに移籍する。

## 人物
特技はアクロバットをはじめとした器械体操、バイオリンやトランペットなどの楽器演奏。趣味はカメラ、野球、ぬいぐるみ集め、動物動画鑑賞。器械体操は幼稚園年中の頃から小学5年生の頃まで習っていた。中学では陸上部に所属していた。
「ブルーちゃん」という青色のクマのぬいぐるみを幼少期から大事にしている。
少年忍者所属時のメンバーカラーであるハニーイエローはハチミツが好物のクマのキャラクターがお気に入りだったことから着想したものだという。

## 出演
グループとしての出演はフェアリーBOYS、少年忍者#出演、B&ZAIを参照

### 舞台
- 最強で最高の自慢の息子！（2022年3月1日 - 11日、草月ホール） - 灰原昌磨 役[12][13]
  - 最強で最高の自慢の息子 Season2（2023年6月22日 - 7月2日、東京・草月ホール） - 灰原昌磨 役[14]
- 「手紙」2025（2025年3月7日 - 23日、東京建物 Brillia HALL / 3月29日 - 31日、SkyシアターMBS / 4月5日・6日、岡山芸術創造劇場ハレノワ 大劇場）[15]

### 映画
- 東西ジャニーズJr. ぼくらのサバイバルウォーズ （2022年4月1日公開、松竹）[16] - 黄山 役[17]